# Emigrarea suedezilor către Statele Unite
În timpul Emigrării suedezilor către Statele Unite din secolul XIX și până în secolul XX, aproximativ 1,3 milioane de suedezi au părăsit Suedia pentru a locui în Statele Unite ale Americii. În timp ce frontiera SUA era un magnet pentru săracii din întreaga Europa, câțiva factori au încurajat emigrarea suedezilor. A fost un resentiment răspândit în larg împotriva represiunii religioase practicate de Biserica de Stat Luterană și conservatorism social și clasa snobismului al monarhiei suedeze. Populația a crescut și absența recoltei au făcut condițiile din zona rurală a Suediei să fie din ce în ce mai mult fără vegetație. După contrast, rapoarte timpurii de la emigranții pictau ca partea vest-centrală americană ca un paradis pământesc lăudând lebertatea politică și religioasă americană și oportunitățile la care nici nu se puteau aștepta.
Migrația suedeză s-a sfârșit în deceniile de după Războiul Civil American (1861-1965). Prin anul 1980, Recensământul American a raportat o populație suedeză-americană de aproape 800.000 de oameni. Majoritatea imigranțiilor au devenit pionieri clasici, culegând și cultivând preriile ale Mariilor Șesuri, în timp ce ceilalți rămâneau în orașe, de obicei în Chicago. Tinerele necăsătorite, lăsau munca agricolă pentru a lucra ca servitoare în orașele Americane. Mulți americano-suedezi vizitau vechea țară în secolul XIX, povestirile lor ilustrând diferența în costume și maniere. Unii au plecat cu intenția de a petrece anii slăbiți ai vieții în țara lor natală, dar răzgândindu-se în clipa în care necesitau a face față cu ceea ce considerau ei, o aristrocrație arogantă, o clasă muncitoare degradată și aspră, și lipsa de respect pentru femei.
După problema din anii 1890, emigrația a crescut din nou, cauzând o alarma nțională în Suedia. Un panou bazat pe comisia parlamentară suedeză a fost instituit. A fost recomandată o reformă socială și economică pentru a reduce emigrația prin încercarea de a arăta suedezilor cele mai bune lature ale Suediei. Propunerile majore ale comisiei erau iute un mijloc au fost: votul universal, locuințe mai bune, dezvoltarea economică generală, și educația populară. Efectul acestor măsuri este greu de evaluat, deoarece Primul Război Mondial(1914-1918) a împiedicat anul după ce comisia a publicat ultimul său volum, reducând emigrația la o strecurare pură. Din mijlocul aniilor 1920 nu a mai existat o emigrație suedezeă în masă.

## Secolul al XIX-lea

### Emigrația europeană în masă
Emigrarea pe scară largă spre Statele Unite a început în secolul XIX în Marea Britanie, Irlanda și Germania, după aceasta urmând un val de emigrări către SUA din majoritatea țărilor din Europa de nord și apoi din țările din Europa centrală și Europa de sud.

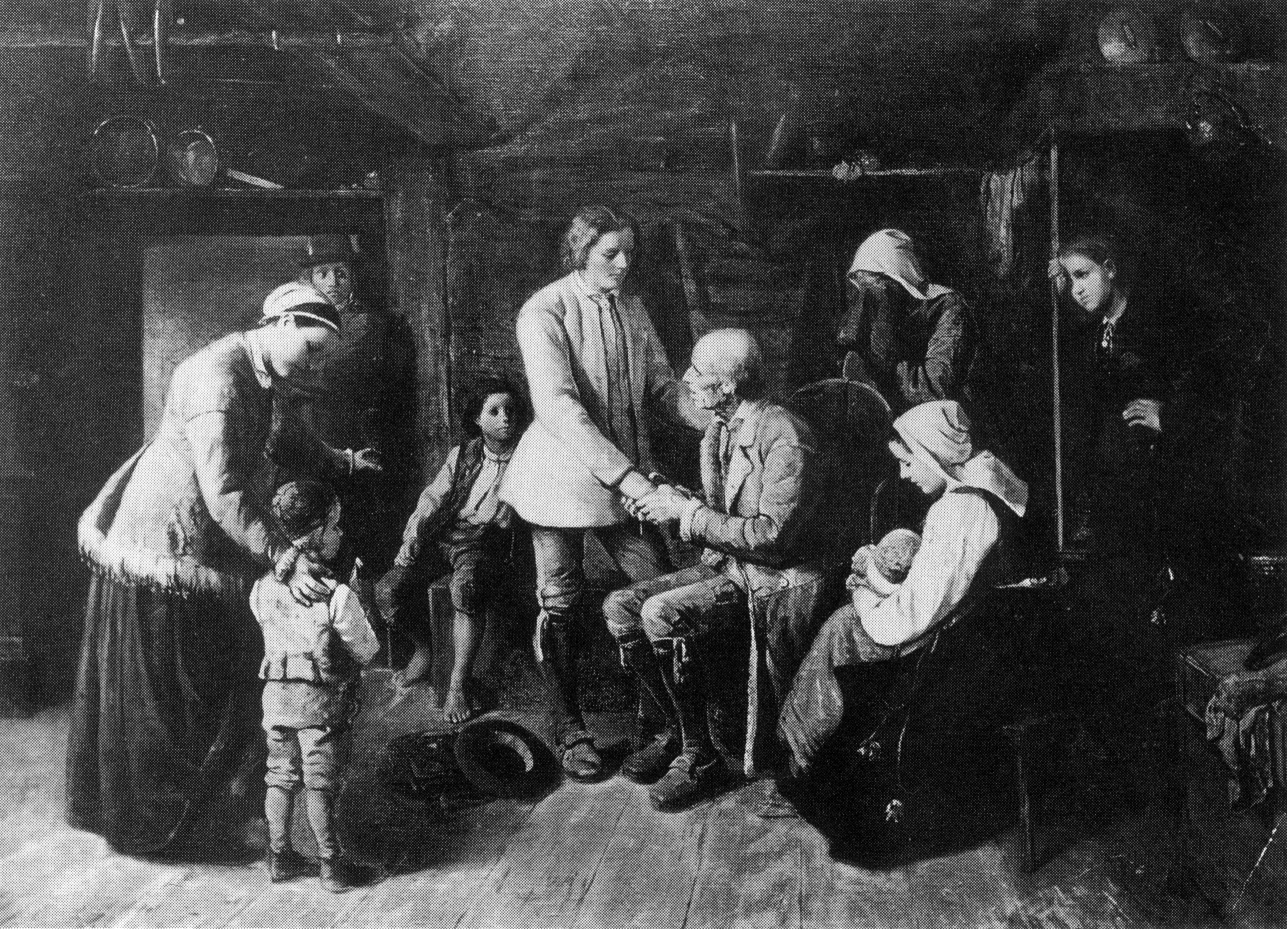
Emigranţii de S.V. Helander (1839-1901):un fermier bătrân îşi ia un sobru rămas bun prieteniilor şi rudelor.

### Mijlocul secolului al XIX-lea
Migrarea în masă a suedezilor a început în primăvara anului 1841 cu ajutorul lui Gustaf Unonius(1810-1902), un absolvent al Universității Uppsala împreună cu familia acestuia, servitoarea sa și doi studenți. Acest mic grup a fondat un așezământ numit Noua Upsala în Pine Lake, Wisconsin, și au început să elimine pustiul plin de entusiasm pentru o viață lângă graniță în "una din cele mai frumoase văi pe care planeta le poate oferi". După mutarea în Chicago, Unonius în curând a devenit deziluzionat în legătură cu viața din Statele Unite, dar în rapoartele acestuia a vieții sale simple de pionier, a publicate în ziarul liberar Aftonbladet, că acesta deja începuse să determine suedezii să se îndrepte spre vest.
Exodul Suediei aflat în creștere a fost cauzat de condițiile economice, politice și religioase afectând în particular populația rurală. Europa a fost aflată într-o dominație a depresiei economice. În Suedia, absența populației și repetatele neajunsuri ale recoltei făceau traiul mai greu pentru posesorii de terenuri mici pe care cel puțin trei sferturi din locuitori dependeau. Condițiile din zona rurală erau în special puține în pietroasa și neiertătoarea regiune Småland, aceasta devenind regiunea cu cel mai mare număr de emigrație al populației. Partea de vest a mijlocului Americii era un antipod pentru Småland, motiv pentru care pentru Unonius a raportat în 1842: "mai atent decât în orice altă țară din lume apropiindu-se de idealul că natura părea a avea intenția de a crea confort și fericire umanității". Zona preriilor din centrul vestic era amplă, argiloasă și era deținută de guvern. Din 1841 a fost vândut intrușilor la un preț de 1,25$/pogon, urmarind Preemption Act din 1841(mai târziu înlocuit de Documentul Homestead). Terenul ieftin și fertil al Illinos, Iowa, Minnesota și Wisconsin era irezistibil pentru cei care nu dețineau un pământ și țăranii săraci europeni. De asemenea atrăgea și fermieri mai bine stabiliți.

### Perioada târzie a secolului al XIX-lea

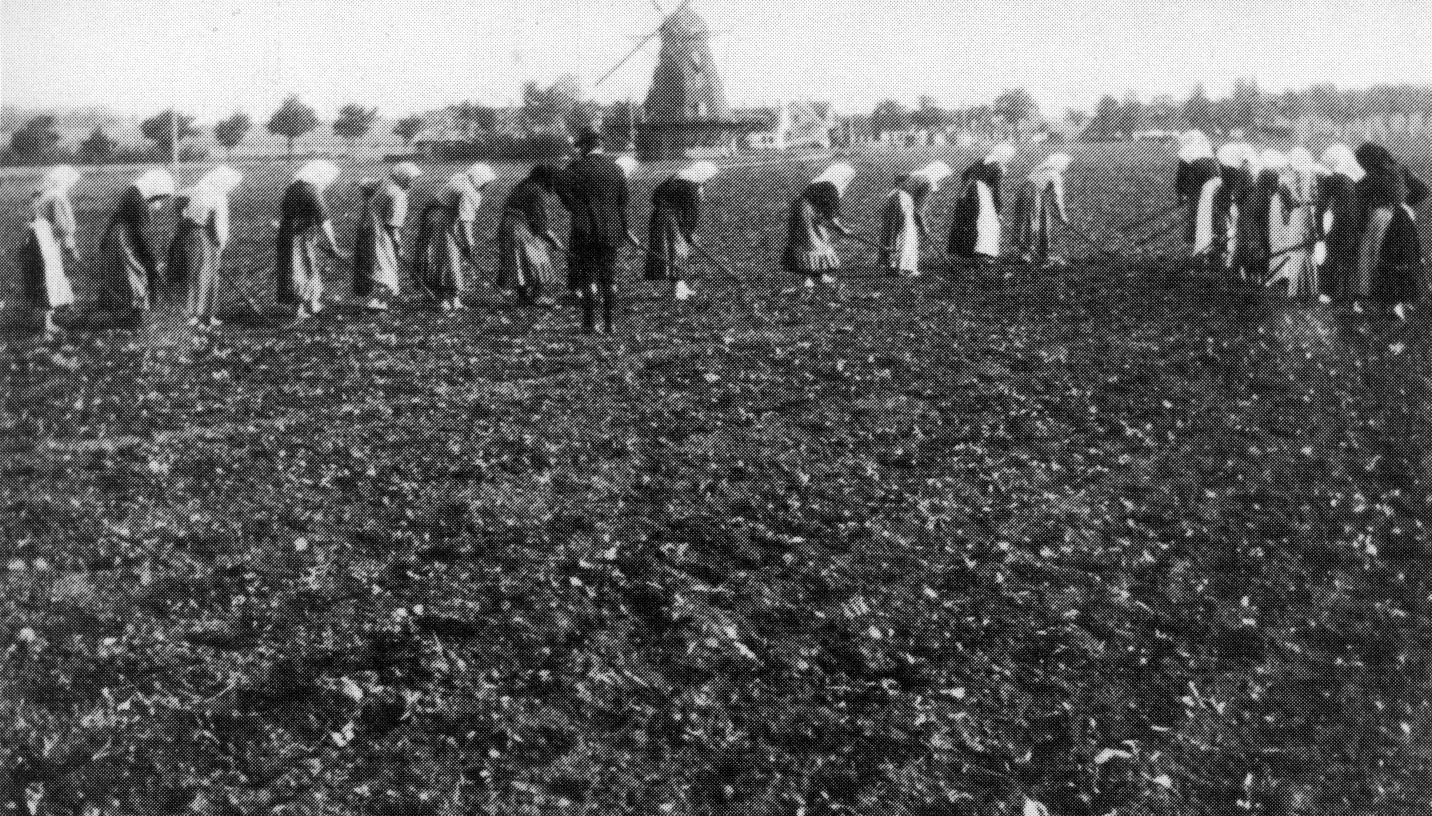
Femei muncitoare într-o plantaţie de sfeclă de zahăr în târziul secolului 19. Producția de zahăr rămânea necomercializată și salariul mic erau pretutindeni în secolul 19, alimentând visul de oportunitate americană și mașinării agriculturale moderne al muncitoriilor.

Imigrarea suedeză către Statele Unite a ajuns la cote maxime în deceniile imediate după Războiul Civil American(1861-1865). Mărimea comunității suedezo-americane era în 1985 estimată la 25,000 de oameni, o cifră, care a fost în curând depășită de imigrația suedeză anuală. În jurul anului 1890 Reîncensământul Statelor Unite a raportat că populația suedezo-americană a crescut la aproape 800,000 de oameni, vârful imigrației fiind în 1869 și din nou în 1887. Majoritatea absențelor și plecarea spre America era datorită terenului ieftin dein Actul Homestead din 1862. Cei mai mulți dintre imigranți au devenit pionieri, curățând și cultivând terenurile necultivate din Vestul mijlociu și extinzând așezările din vestul îndepărtat dinnaninte de Războiul Civil în Kansas și Nebraska. O dată voluminoasă, comunitatea de suedezi fermieri a format pe prerie, cel mai mare dinamism pentru emigranții țăranii în plus care proveneau prin contracte personale. "Scrisoarea-America" iconică către rude și prieteni citită acasă direct dintr-o poziție de încredere și mediul împărțit, purtând o condamnare. La cel mai mare nivel al migrației, scrisorile-America familiale puteau duce la reacții în serie care ar fi putut depopula câteva zone populate de suedezi, desființând strâns legatele comunități care apoi s-au reasamblat în Vestul mijlociu.
Alte forțe acționau pentru a aduce imigranți noi la orașe, de obicei Chicago. După H. A. Barton, costul pentru traversarea Atlanticului a scăzut cu mai mult de jumătate între anii 1865 și 1890 aceasta ducând la sărăcirea suedezilor într-un mod progresiv contribuind la o imigrație în creștere împărțită (Însă în comparație cu Brattne și Åkerman, vezi Traversarea Oceanului Atlantic de mai sus). Noii imigranți erau în creștere, însă mai tineri și necăsătoriți. Datorită mutării din familie spre o imigrație individuală, imigrația devenind o rapidă și încarcată Americanizare, la fel ca tineri și necăsătoriți cu bani puțini, se angajau oriunde puteau, de obicei în orașe. Chiar și numeroșii fermieri din țara veche se duceau direct în orașele Americane, trăind și muncind în orașele respective cel puțin până când strângeau suficienți bani pentru a se căsători sau a își cumpăra propia fermă. Un raport în creștere exista în centrele urbane, combinând emigrarea cu zborul de la zona rurală care se întâmpla în țări și peste toată Europa.

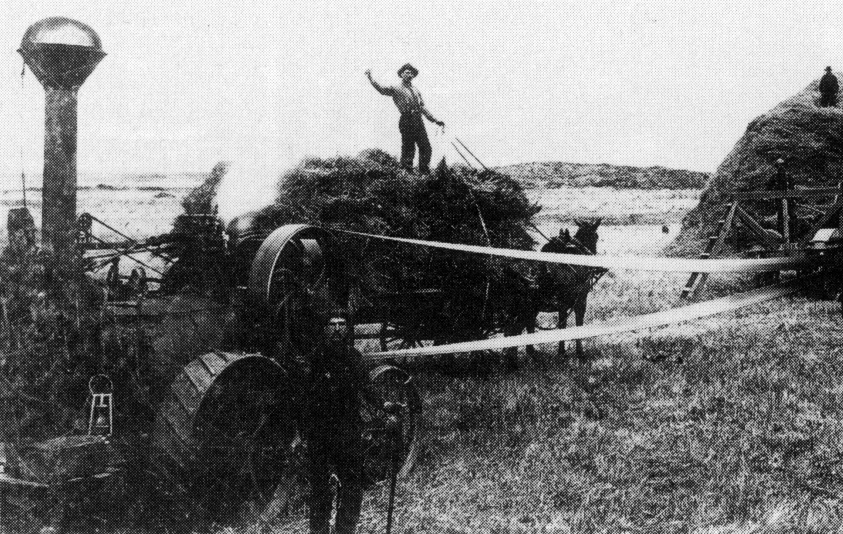
Treierator alimentat cu abur lângă Hallock, Minnesota, 1882

Femeiile necăsătorite, cel mai des se mutau direct de la munca pe câmp la munci rurale suedeze ca servitoare în orașele americane. "Literatura și tradiția au preservat des imaginea tragică a soțiilor și mamelor imigrante pioniere," scrie Barton,"purtând povara soartei, pierzând și doritoare pe frontiera neîmblânzită ... Mai caracteristic printre noii sosiți, totuși era tânăra, femeie necăsătorită ... Ca servitoare în america, ele ... erau tratate ca membrii ai familiei unde loculiau și ca "doamne" a bărbaților americani, care le arătau politețea și considerația la care erau nedesprinși acasă. Acestea au găsit locuri de muncă ușor, ca servitoare scandinave deoarece erau cerute foarte des, și au învățat limba și îmbrăcămintea, rapid.